# 焦寶宏
焦寶宏，京劇鼓師，以京劇音樂藝術上的成就獲評中國國家一級演奏員職稱。
從小學習京劇司鼓藝術，后參加上海京劇院樂隊工作，做鼓師。
改革開放後，他參加新編古裝京劇電影《白蛇傳》的樂隊工作（馬錦良、曾加慶、沈雁西作曲，琴師是沈雁西，金樂華指揮大樂隊），設計打擊樂、打鼓，影片1980年得到中國文化部優秀影片獎舞台藝術片獎、第5屆百花獎最佳故事片獎。
其他的打擊樂設計、司鼓作品還有上海京劇院新編古裝京劇《曹操與楊修》、《貞觀盛事》、《廉吏于成龍》（作曲都是高一鳴、龔國泰、尤繼舜）等。

## 外部連結
- 上海京劇院 （页面存档备份，存于）